# Торонто ФК
„Торонто“ ФК (Toronto FC) е професионален футболен клуб в гр. Торонто, Канада.
Основан е на 11 май 2006 г. През 2009 г. печели титлата в канадския шампионат. Сред известните имена, минали през тима, са игралите в английския Премиършип Лоран Робер (2008), Оливие Тебили (2008) и Дани Дикио (2007 – 2009).
През 2007 г. „Торонто“ става първият канадски клуб, участващ в Мейджър Лийг Сокър (американското първенство по футбол).
Собственик на отбора е „Мейпъл Лийф Спортс & Ентъртейнмънт“, които притежават също хокейния клуб „Торонто Мейпъл Лийвс“ и баскетболния клуб „Торонто Раптърс“.
Стадионът на клуба е „БМО Фийлд“, намиращ се в „Ексхибишън Плейс“ до торонтския бряг на езерото Онтарио. Той има капацитет от почти 22 000 места.

## Известни играчи
- Себастиан Джовинко
- Майкъл Брадли
- Джърмейн Дефо
- Торстен Фрингс
- Жулио Сезар

## Фотогалерия
- Стадион „БМО Фийлд“
- Стадион „БМО Фийлд“
- Стадион „БМО Фийлд“
- Стадион „БМО Фийлд“